# Пратсвилл (Арканзас)
Пратсвилл (англ. Prattsville) — город, расположенный в округе Грант (штат Арканзас, США) с населением в 282 человека по статистическим данным переписи 2000 года.

## География
По данным Бюро переписи населения США город Пратсвилл имеет общую площадь в 4,4 квадратных километров, водных ресурсов в черте населённого пункта не имеется.
Пратсвилл расположен на высоте 91 метр над уровнем моря.

## Демография
По данным переписи населения 2000 года в Пратсвилле проживало 282 человека, 83 семьи, насчитывалось 115 домашних хозяйств и 128 жилых домов. Средняя плотность населения составляла около 65,6 человека на один квадратный километр. Расовый состав Пратсвилла по данным переписи распределился следующим образом: 99,65 % белых, 0,35 % — азиатов.
Испаноговорящие составили 0,35 % от всех жителей города.
Из 115 домашних хозяйств в 33,0 % — воспитывали детей в возрасте до 18 лет, 61,7 % представляли собой совместно проживающие супружеские пары, в 9,6 % семей женщины проживали без мужей, 27,0 % не имели семей. 26,1 % от общего числа семей на момент переписи жили самостоятельно, при этом 17,4 % составили одинокие пожилые люди в возрасте 65 лет и старше. Средний размер домашнего хозяйства составил 2,45 человек, а средний размер семьи — 2,95 человек.
Население города по возрастному диапазону по данным переписи 2000 года распределилось следующим образом: 23,8 % — жители младше 18 лет, 7,4 % — между 18 и 24 годами, 27,0 % — от 25 до 44 лет, 25,9 % — от 45 до 64 лет и 16,0 % — в возрасте 65 лет и старше. Средний возраст жителей составил 37 лет. На каждые 100 женщин в Пратсвилле приходилось 101,4 мужчин, при этом на каждые сто женщин 18 лет и старше приходилось 90,3 мужчин также старше 18 лет.
Средний доход на одно домашнее хозяйство в городе составил 42 679 долларов США, а средний доход на одну семью — 47 500 долларов. При этом мужчины имели средний доход в 30 000 долларов США в год против 19 000 долларов среднегодового дохода у женщин. Доход на душу населения в городе составил 17 544 доллара в год. 9,8 % от всего числа семей в округе и 12,5 % от всей численности населения находилось на момент переписи населения за чертой бедности, при этом 19,1 % из них были моложе 18 лет и 20,4 % — в возрасте 65 лет и старше.